# Святой Бернард (картина Эль Греко)
«Святой Бернард» — картина Доменикоса Теотокопулоса по прозванию Эль Греко из собрания Государственного Эрмитажа.
На картине изображён мужчина в белом монашеском одеянии, по пояс, с посохом в одной руке и с книгой в другой. Является условным портретом святого Бернарда Клервосского.
В 1577 году Эль Греко приехал в Мадрид из Рима и в августе того же года получил заказ на создание картин и убранства для строившейся церкви монастыря бернардинок Санто-Доминго эль Антигуо в Толедо. Эль Греко выполнил эскизы и модели скульптур для главного алтаря, по которым впоследствии работал Хуан Баутиста Монегро, архитектурные модели для боковых алтарей и написал все алтарные картины. Центральная картина «Вознесение Марии» (Чикагский институт искусств), над ней — «Святой Лик» (частная коллекция в Мадриде), в навершии алтаря — «Троица» (Прадо). По сторонам от «Вознесения…» находились поясные картины «Святой Бенедикт» и «Святой Бернард» (составляющие пару), ниже их ростовые картины «Иоанн Креститель» и «Иоанн Евангелист» (обе по-прежнему расположены на первоначальном месте). Работа над всем ансамблем картин велась по 1579 год.
К началу XIX века монастырь сильно обеднел и около 1827 года монахини вынуждены были продать четыре картины главного алтаря и заменить их копиями. Известно что копию «Вознесения» написал Хосе Апарисио, предполагается что им были написаны и копии «Св. Бенедикта» и «Св. Бернарда». Обе последние картины приобрёл инфант Себастьян Габриель де Бурбон. В 1835 году за участие в Первой карлистской войне он был изгнан из Испании, а всё его имущество конфисковано. Собрание его картин в 1838 году было передано в музей Ла Тринидад. После возвращения инфанта в Мадрид в 1864 году ему все имущество было возвращено, однако в 1868 году он вновь был изгнан и уехал во Францию, поселился в По. На этот раз ему удалось увезти свою коллекцию с собой.
Инфант скончался в 1876 году и его коллекция была выставлена на продажу. По неустановленной причине «Святой Бенедикт» не был продан и далее вновь выставлялся на торги в Нью-Йорке в 1889 году и в Париже в 1890 году, однако и там картина не нашла покупателя. После этого картину вернули в музей Ла Тринидад, откуда она поступила в Прадо. «Святой Бернард» же был продан в Париже и находился в коллекции Анри Аро. Далее картина перешла в собрание П.-А. Шерами и в 1908 году была выставлена на распродажу под названием «Святой Доминик», причём в каталоге распродажи было сказано что картина ранее именовалась как «Святой Бернард», но перемена названия никак не мотивировалась. Следующим владельцем стал Симон Оппенгеймер, который перепродал картину немецкому коллекционеру и финансисту Отто Герстенбергу.
Герстенберг скончался в 1935 году и всё собрание унаследовала его дочь Маргарет Шарф. В 1943 году, после начала регулярных налётов союзной авиации на Берлин, коллекция Герстенберга—Шарф была разделена на несколько частей и спрятана. Часть картин хранилась на складе страхового общества «Виктория», принадлежавшего Герстенбергу, — она полностью погибла под бомбами в начале 1945 года. Другая часть, включая «Святого Бернарда», была передана на хранение в Берлинскую картинную галерею и была спрятана в музейном бункере. В мае—июне 1945 года хранилище было обнаружено и вскрыто советскими трофейными командами и оставшаяся часть собрания Герстенберга—Шарф была отправлена в СССР в качестве репараций.
Картины долгое время хранились в закрытых фондах Государственного Эрмитажа (так называемые «временные фонды») и на Западе считались погибшими во время Второй мировой войны. Французская часть собрания Герстенберга впервые была показана публике лишь в 1995 году на эрмитажной выставке трофейного искусства, тогда же были обнародованы сведения и о том что «Святой Бернард» также уцелел и находится в хранилище Эрмитажа. В 2000 году картина официально включена в состав собраний Государственного Эрмитажа. Выставляется в Испанском кабинете (зал 240) здания Нового Эрмитажа.

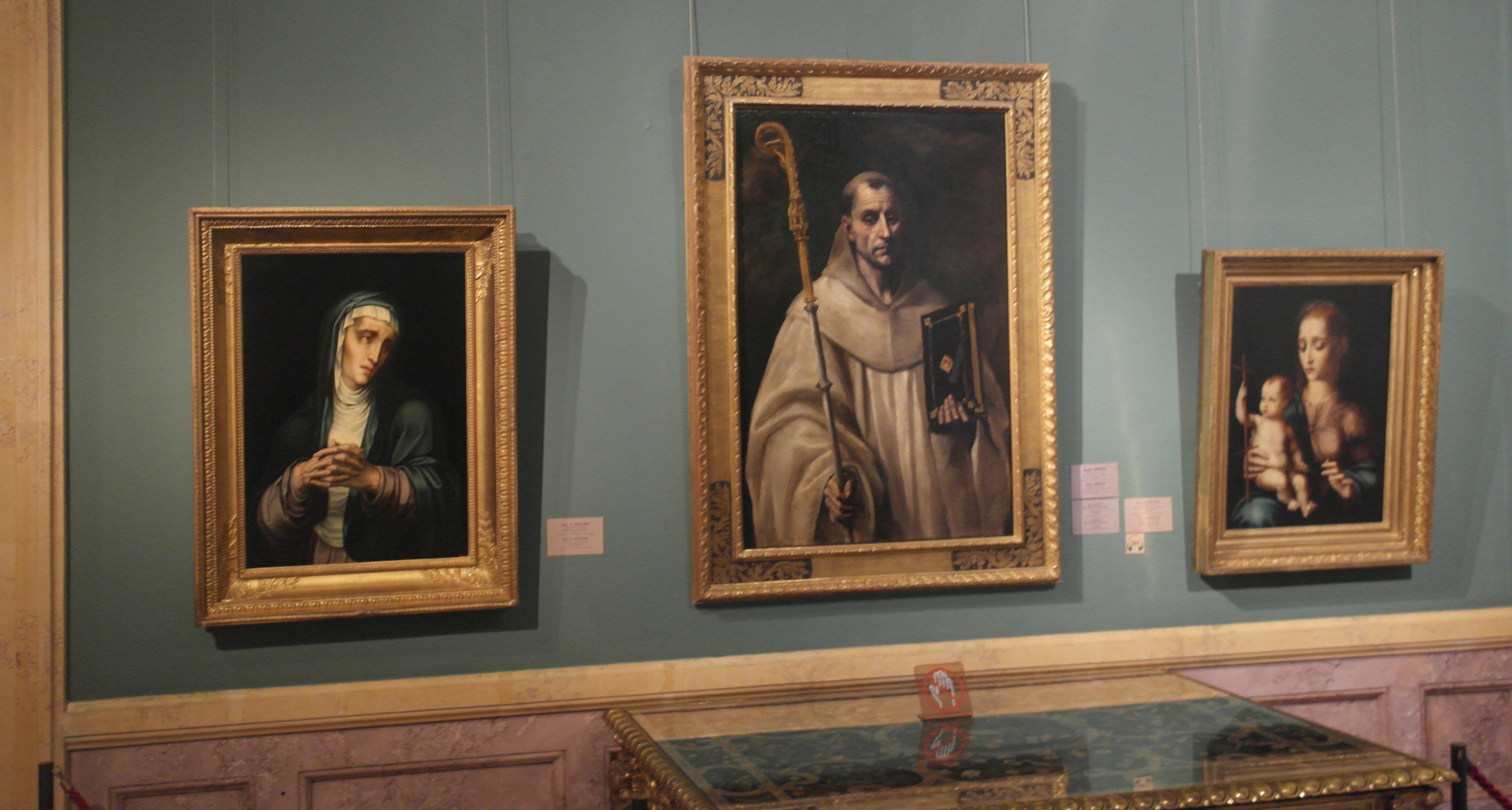
«Святой Бернард» в Испанском кабинете Нового Эрмитажа
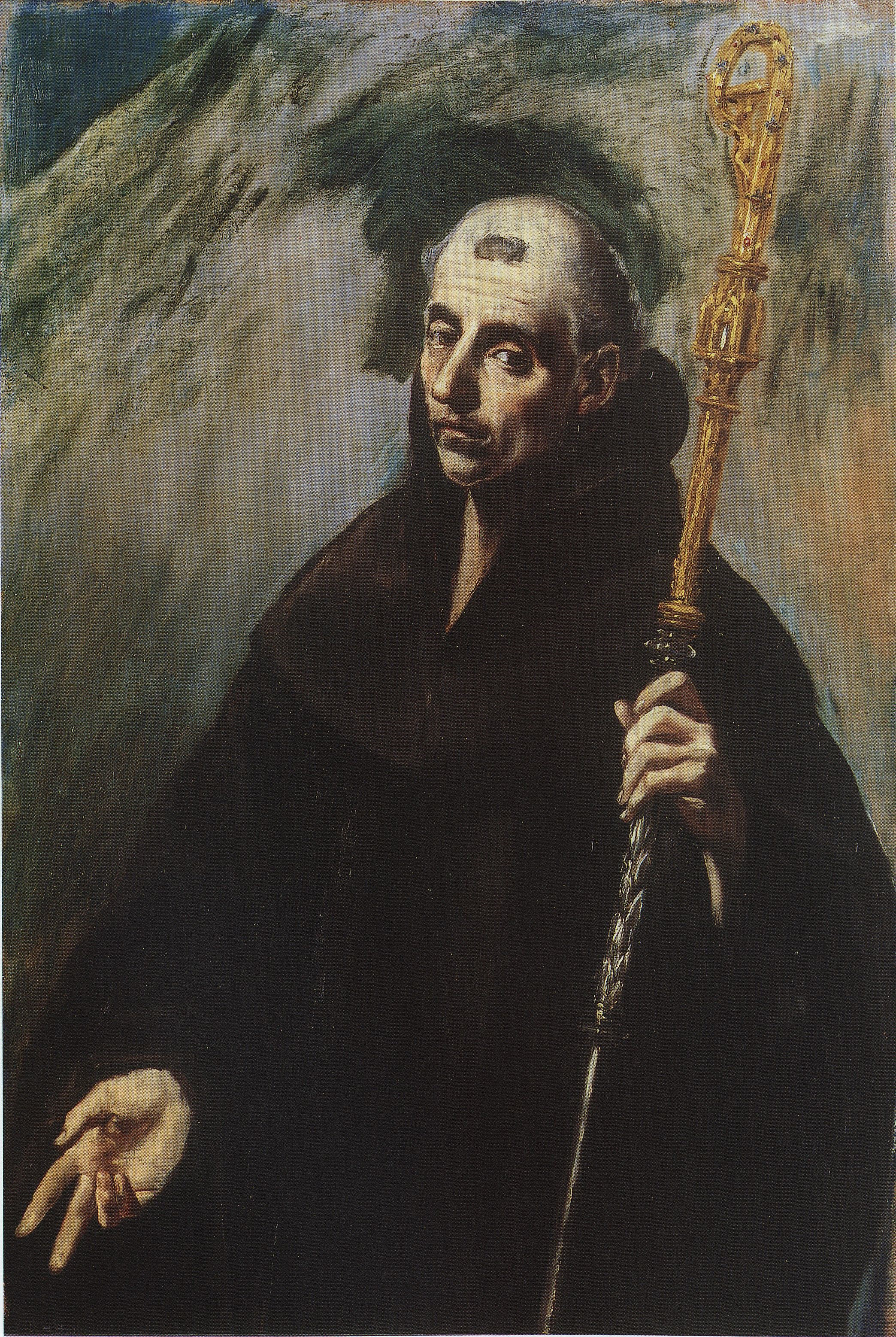
«Святой Бенедикт». Прадо, Мадрид
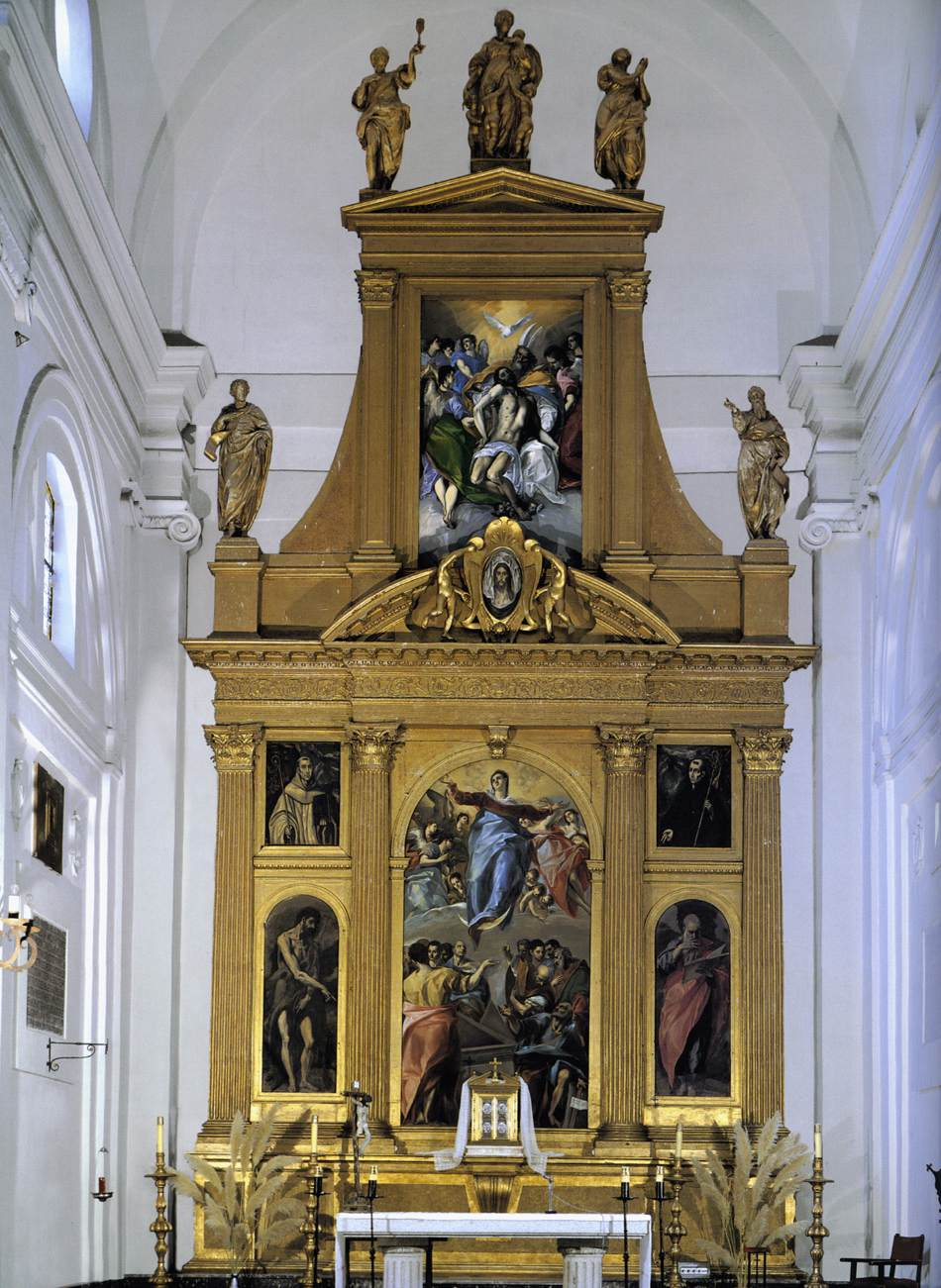
Алтарь Санто-Доминго Эль Антигуо с копией «Святого Бернарда